# Serrasalmus hollandi
Serrasalmus hollandi är en fiskart som först beskrevs av Eigenmann, 1915.  Serrasalmus hollandi ingår i släktet Serrasalmus och familjen Characidae. Inga underarter finns listade i Catalogue of Life.